# Poletyły
Poletyły – wieś w Polsce położona w województwie podlaskim, w powiecie bielskim, w gminie Brańsk.

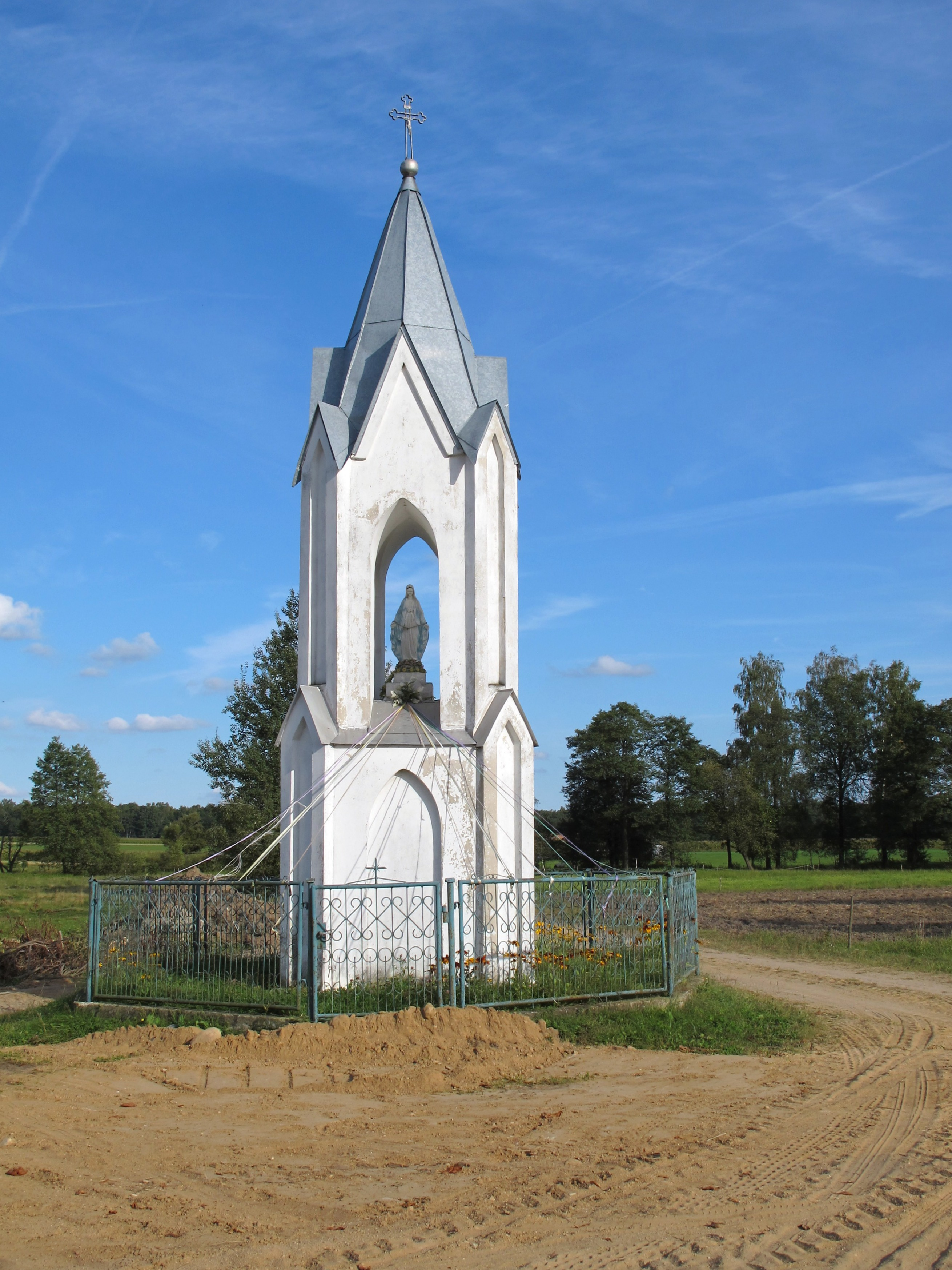
Kapliczka na skraju wsi

W okresie międzywojennym wieś należała do gminy Domanowo Stare, powiat bielski. Posiadłość ziemską miał tu Władysław Poletyło (94 mórg) i Z. Poletyło (120).
W latach 1975–1998 miejscowość administracyjnie należała do województwa białostockiego.
Wierni kościoła rzymskokatolickiego należą do parafii Wniebowzięcia Najświętszej Maryi Panny w Brańsku. W kolonii wsi znajduje się Pustelnia Zwiastowania, której administratorem jest ks. Robert Grzybowski. 